# كارلوس ألونسو فارغاس
كارلوس ألونسو فارغاس (بالإسبانية: Carlos Vargas Tenorio) (14 فبراير 1999 في المكسيك - ) هو لاعب كرة قدم مكسيكي في مركز الدفاع. لعب مع نادي أمريكا.

## وصلات خارجية
- كارلوس ألونسو فارغاس على موقع قاعدة بيانات كرة القدم.إي يو (الإنجليزية)
- كارلوس ألونسو فارغاس على موقع Soccerway.com (الإنجليزية)